# Leptopogon
A Leptopogon a madarak (Aves) osztályának verébalakúak (Passeriformes) rendjébe és a királygébicsfélék (Tyrannidae) családjába tartozó nem.

## Rendszerezésük
A nemet Jean Cabanis francia ornitológus írta le 1844-ben, az alábbi fajok tartoznak ide:
- Leptopogon amaurocephalus
- Leptopogon superciliaris
- Leptopogon rufipectus
- Leptopogon taczanowskii

## Előfordulásuk
Mexikó, Közép-Amerika és Dél-Amerika területén honosak. Természetes élőhelyeik a szubtrópusi és trópusi esőerdők, mocsári erdők és bokrosok, valamint másodlagos erdők. Állandó, nem vonuló fajok.

## Megjelenésük
Testhosszuk 13 centiméter körüli.